# Thalictrum reniforme
Thalictrum reniforme är en ranunkelväxtart som beskrevs av Nathaniel Wallich. Thalictrum reniforme ingår i släktet rutor, och familjen ranunkelväxter. Inga underarter finns listade i Catalogue of Life.

## Bildgalleri

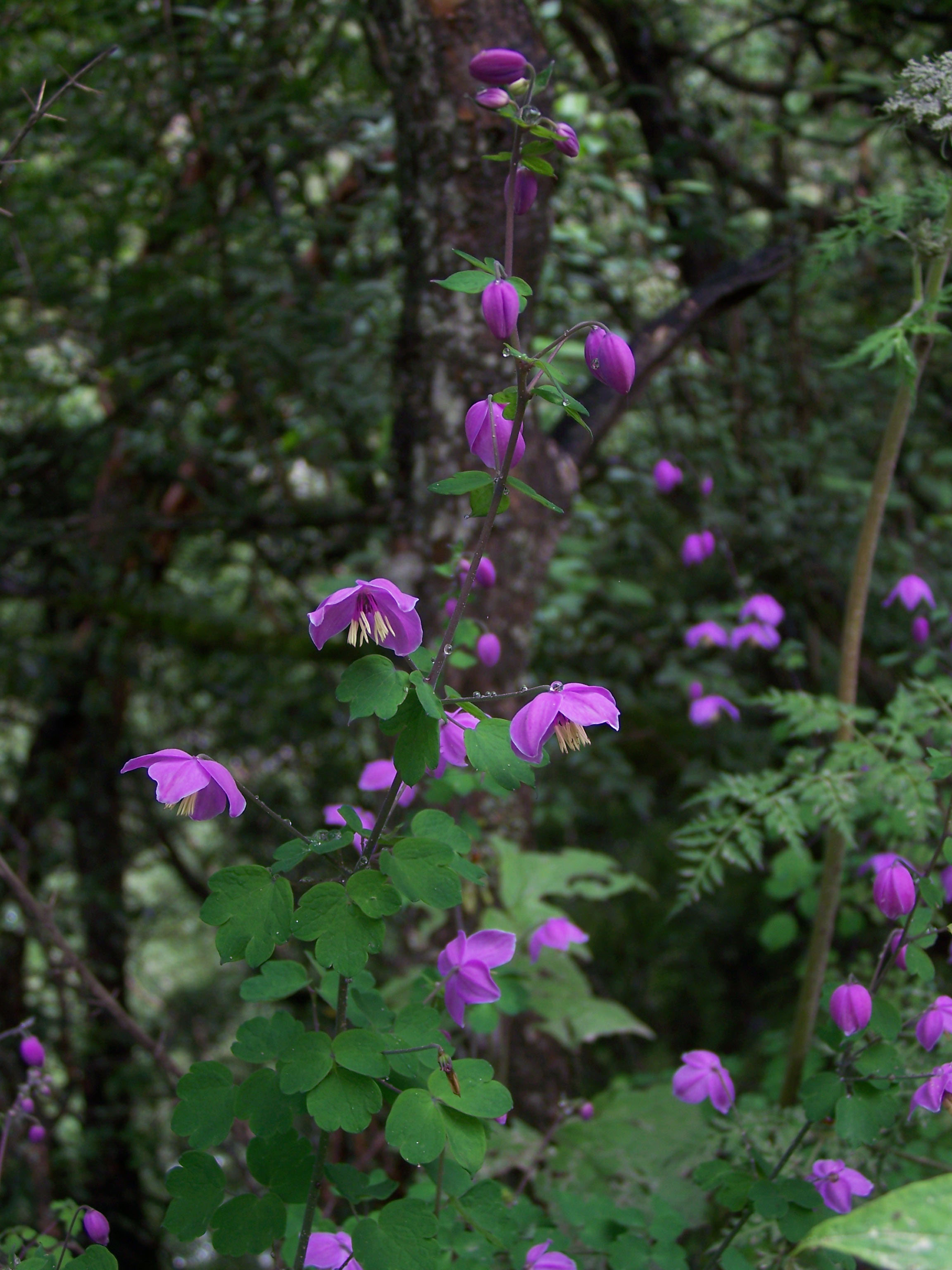